# Jurinea pollichii
Jurinea pollichii là một loài thực vật có hoa trong họ Cúc. Loài này được Nyman mô tả khoa học đầu tiên năm 1855.